# Практична психологія
Практи́чна психоло́гія та психологічна практика — сфера людської діяльності, система психологічних знань та область досліджень, зміст якої надзвичайно близький до змісту поняття прикладна психологія.
В обох випадках йде мова про діяльне застосування здобутків психологічної теорії. Але практична психологія розвиває самостійну сферу діяльності, на відміну від прикладної, яка лише видозмінює наявні практики відповідно до рекомендацій психологічної теорії. Так, можна, наприклад, одночасно говорити про практичну психологію в соціальній роботі та психологію соціальної роботи (прикладний стосовно соціальної роботи аспект психологічної науки).
Сфера діяльності людини — практична психологія може розгортатись як незалежною, так і організаційно пов'язаною з суміжними практиками. Наприклад психолог-практик може, консультувати щодо тайм-менеджменту в рамках особистої практики або як працівник служби HR (навчання та розвитку персоналу) на підприємстві.
Виокремлення прикладної та практичної психологій є спірним питанням. У переліку напрямів, за якими здійснюється підготовка фахівців немає прикладної психології, натомість, є практична.

## Стандарти практичної психології
Законодавчо визначені такі стандарти практичної психології:
Фахівець із напряму підготовки «Практична психологія» підготовлений до робіт:
- психодіагностична та психокорекційна робота з різними категоріями громадян;
- надання консультативних послуг фізичним особам, установам та організаціям;
- психологічний супровід діяльності різних організацій усіх форм власності, а також установ і підрозділів органів державної влади та управління;
- проведення соціально-психологічних досліджень та оптимізація психологічного клімату у трудових колективах;
- профорієнтація та профвідбір;
- виявлення психологічних причин соціальної дезадаптації дітей, вибір форм і змісту психокорекційної та психолого-профілактичної роботи;
- психологічний патронаж проблемних категорій населення (інваліди, діти з делінквентною, адиктивною поведінкою та ін.).

Основні галузі професійної діяльності психолога-практика:  діагностична, корекційна, консультативна, комунікативна, просвітницька, навчальна, виховна, розвивальна, організаційна.